# Анютины глазки (яйцо Фаберже)
Аню́тины гла́зки — ювелирное яйцо, одно из пятидесяти двух императорских пасхальных яиц, изготовленных фирмой Карла Фаберже для русской императорской семьи. Оно было создано по заказу Николая II в 1899 году, который подарил его своей матери императрице Марии Фёдоровне в качестве традиционного подарка на Пасху 1899 года.
В данный момент оно находится в частной коллекции в Новом Орлеане, США. Ранее оно принадлежало коллекционеру Матильде Геддингс Грей, которая подарила его своей племяннице Матильде Грей Стрим на годовщину свадьбы. Ряд других яиц Фаберже, принадлежащих фонду Матильды Геддингс Грей, до 2021 года выставлены в Метрополитен-музее в Нью-Йорке.

## Описание
Ювелирное пасхальное яйцо покоится на связке золотых искривлённых листьев, от которых отходят стебли пяти цветов и пяти бутонов анютиных глазок. Яйцо изготовлено из зелёной эмали, цветы выполнены из золота, нефрита и алмазов. Верхние лепестки анютиных глазок — из золота покрытого непрозрачной эмалью, нижние — алмазы. Яйцо вырезано из цельного нефрита.

## Сюрприз
Верхняя часть ювелирного яйца открывается, под ней спрятан сюрприз — сердцеобразный мольберт с одиннадцатью ягодами земляники, украшенными личными монограммами (генеалогическое дерево с портретами). При нажатии на кнопку все медальоны открываются, показывая портреты членов Императорской семьи.